# Camarasaurus
 Camarasaurus  war eine Dinosauriergattung aus der Gruppe der Sauropoden. Er lebte im Oberjura in Nordamerika und Europa und ist eine der am häufigsten gefundenen Gattungen aus dieser Gruppe.

## Merkmale

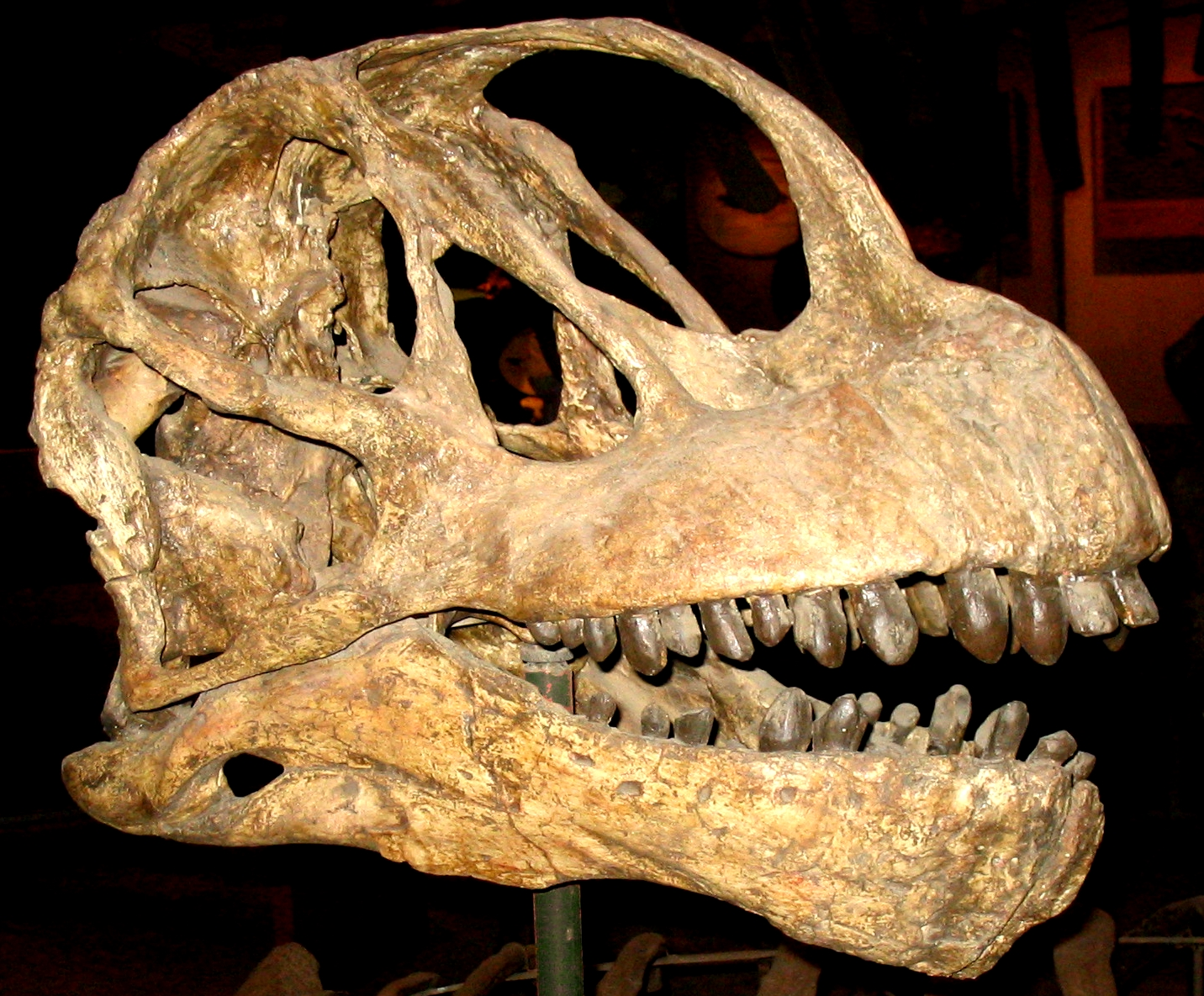
Schädel von Camarasaurus lentus

Camarasaurus wies den typischen Körperbau der Sauropoden auf: Vier starke Beine trugen den Körper. Der Hals und der Schwanz waren verlängert – wenn auch kürzer als bei anderen Sauropoden. Der vergleichsweise große, aber leicht gebaute Kopf endete in einer stumpfen Schnauze. Der Kopf war so leicht, weil er sehr große Schädelfenster besaß. Daher auch der Name: Camarasaurus = Gekammerte Echse. Die großen Nasenöffnungen lagen vor den Augen und sind möglicherweise Anzeichen für einen guten Geruchssinn. Die Zähne waren groß und spatelförmig.
Die kräftigen Beine endeten jeweils in fünf Zehen, die innerste Zehe der Hinterbeine trug eine vergrößerte Kralle. Die Vorderbeine waren nur geringfügig kürzer als die Hinterbeine, wodurch der Rücken fast eben verlief. Die Wirbel waren wie bei vielen späteren Sauropoden hohl, was der Gewichtsersparnis diente. Insgesamt wurden die Tiere rund 18 Meter lang und erreichten ein geschätztes Gewicht von bis zu 18 Tonnen.
Von Camarasaurus wurden auch Jungtiere gefunden. Sie hatten im Vergleich zu den Erwachsenen einen großen Kopf und einen kürzeren Hals und Schwanz.

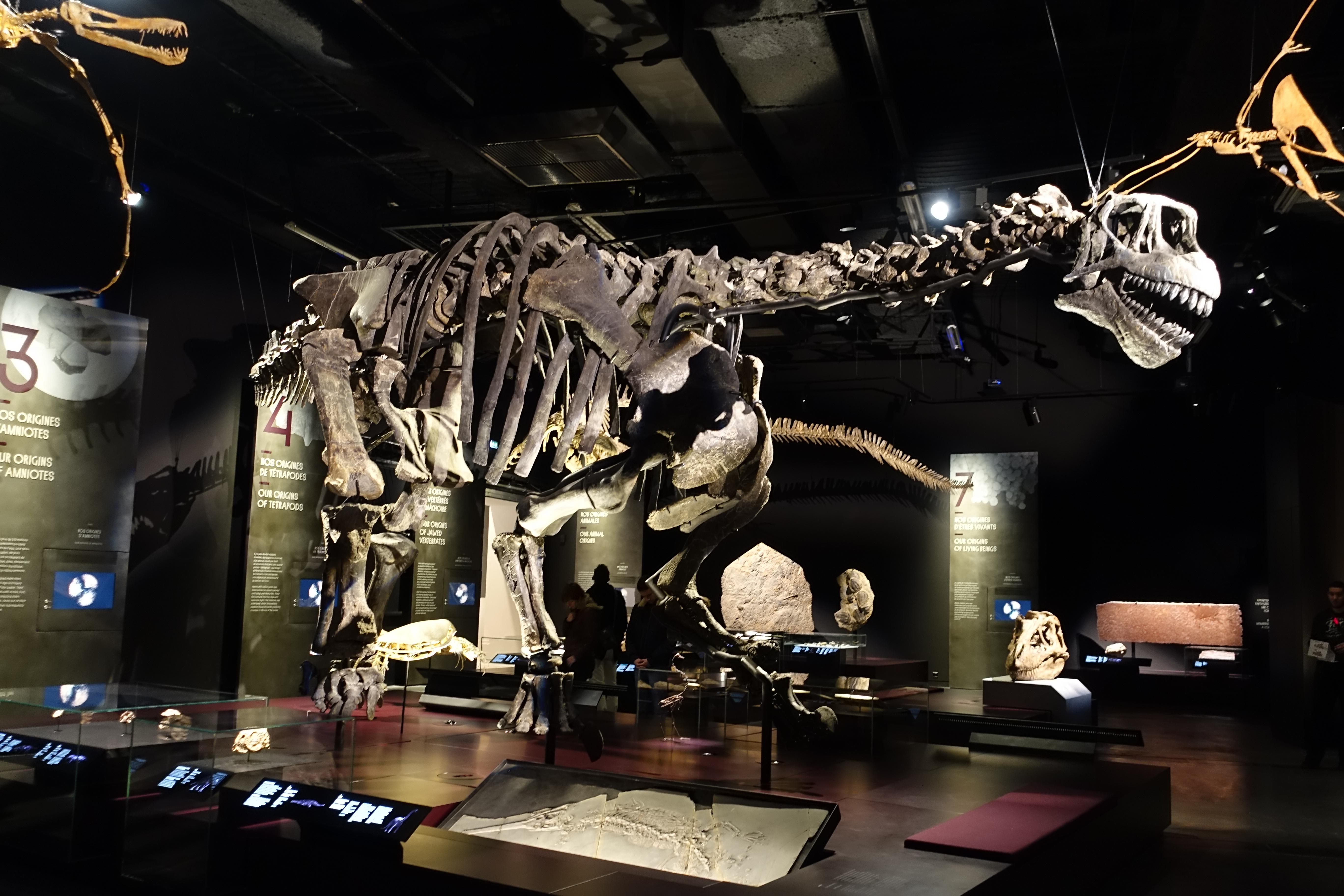
Exponat im Musée des Confluences, Lyon

## Lebensweise
Skelette von mehreren Tieren wurden nahe beieinander gefunden, was den Schluss zulässt, dass Camarasaurus in Herden oder zumindest Familienverbänden lebte. Auch Eier wurden gefunden, diese wurden in einer Linie hintereinander und nicht in einem Nest abgelegt. Es wird gemutmaßt, dass sich dieser Dinosaurier nicht um seine Eier oder den Nachwuchs kümmerte.

## Funde und Arten

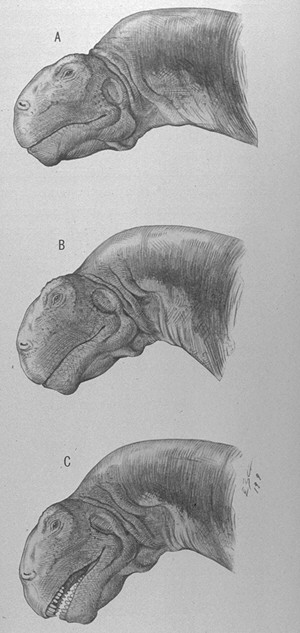
Darstellungen des Kopfes von Camarasaurus

Die ersten Skelette von Camarasaurus wurden 1877 in Colorado entdeckt und von Edward Drinker Cope gekauft – er befand sich in einem Prestigeduell, den „Bone Wars“, mit Othniel Charles Marsh. Cope benannte die Funde Camarasaurus (altgr.: „gekammerte Echse“), vermutlich in Anlehnung an die hohlen Wirbel. 1925 wurde dann erstmals das vollständige Skelett entdeckt, das eines Jungtiers. Weitere Funde sind aus dem Mittleren Westen der USA und auch aus Portugal bekannt, sie werden folgenden Arten zugeteilt:
- C. alenquerensis (Lapparent & Zbyszewski, 1957) lebte im Oberjura (Oxfordium und Kimmeridgium) im heutigen Portugal und wurde 18 Meter lang. Beim Fund des Tieres hielt man es für einen Apatosaurus und nannte es deshalb Apatosaurus alenquerensis.

- C. grandis (Marsh, 1877) lebte im Kimmeridgium und Tithonium in den heutigen USA (Wyoming, Colorado, Montana). Von dieser Art wurden sechs Teilskelette gefunden, davon zwei mit Schädel. Sie wurde zuerst unter dem Protonym Apatosaurus grandis Marsh, 1877 beschrieben.

- C. annae Ellinger, 1950 lebte im Kimmeridgium und Tithonium in den heutigen USA (Utah)

- C. lentus (Marsh, 1889) lebte im Kimmeridgium und Tithonium in den heutigen USA (Wyoming, Utah) und wurde unter dem Protonym Morosaurus lentus Marsh 1889 beschrieben.

- C. leptodirus Cope, 1879 lebte im Kimmeridgium und Tithonium in den heutigen USA.

- C. lewisi (Jensen, 1988) lebte im Kimmeridgium und Tithonium in den heutigen USA (Colorado) und wurde ursprünglich in eine eigene Gattung Cathetosaurus gestellt.

- C. supremus Cope, 1877 lebte im Kimmeridgium und Tithonium in den heutigen USA (Colorado, New Mexico, Wyoming) und wurde 18 Meter lang. Von dieser Art wurden fünf Teilskelette gefunden.

## Systematik
Camarasaurus ist namensgebendes Mitglied der Camarasauridae, einer Gruppe vor allem im Oberjura verbreiteter Sauropoden.